# 二人羽織
「二人羽織」（ににんばおり）は、2020年5月13日に発売された瀬川瑛子のシングルである。

## 解説
- 日本音楽著作家連合主催「第34回藤田まさと記念 新作歌謡コンクール」最優秀作品。

## 収録曲
1. 二人羽織 (4分24秒)
  - 作詞：遥北斗、作曲：山口正光、編曲：南郷達也
2. 父娘酒 (4分26秒)
  - 作詞：落合博章、作曲：藤田たかし、編曲：南郷達也
3. 二人羽織（オリジナル・カラオケ） (4分24秒)
4. 父娘酒（オリジナル・カラオケ） (4分26秒)
5. 二人羽織（一般用カラオケ・半音下げ） (4分24秒)
6. 父娘酒（一般用カラオケ・半音下げ） (4分25秒)